# 크리스틴 에반젤리스타

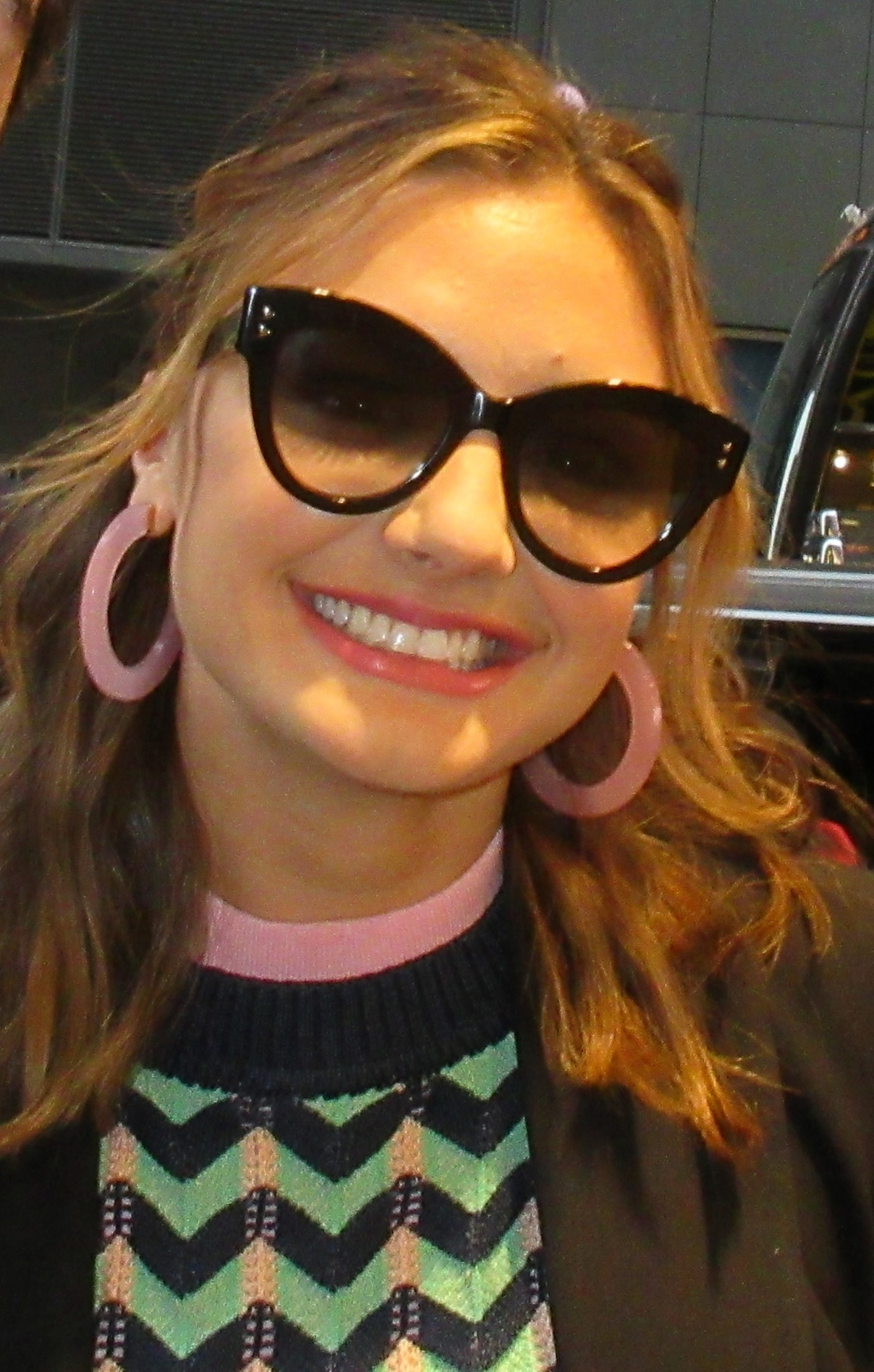

크리스틴 에반젤리스타(영어: Christine Evangelista 크리스틴 이밴절리스타[*], 1986년 10월 27일 ~ )는 미국의 배우이다.
스태튼아일랜드에서 태어났다.

## 출연 작품
- 롱 나이츠 쇼트 모닝스 (2016년)
- 블리드 포 디스 (2016년) - 시저 호텔 여자 역
- 인턴 (2015년) - 미아 역
- 레드 버터플라이 (2014년) - 클리오 역
- 알터 에고스 (2012년) - 에밀리 역
- 이스케이피 (2011년)
- 언더그라운드 (2011년)
- 좋은 남자 (2009년)
- 수상한 가족 (2009년)
- 굿바이 베이비 (2007년)
- 킬 포인트 (2007년)

### 텔레비전
- 어렌지먼트 (2017년)
- 시카고 파이어 시즌2
- 킬 포인트
- 법과 질서 (1990년)